# James Brydges, 1:e hertig av Chandos
James Brydges, 1:e hertig av Chandos, född 6 januari 1673, död 9 augusti 1744, var en engelsk ädling, det äldsta av fjorton barn till James Brydges, 8:e baron Chandos of Sudeley och Elizabeth Barnard. 
Han var parlamentsledamot för Hereford från 1698 till 1714.  Tre dagar efter faderns död, den 16 oktober 1714, blev han viscount Wilton och earl av Carnarvon. Han utnämndes till hertig av Chandos 1719. År 1721 blev han medlem av Privy Council. Han var också medlem av Royal Society från 1694. Vidare var han också universitetskansler för S:t Andrew's University 1724–1744.

## Familj

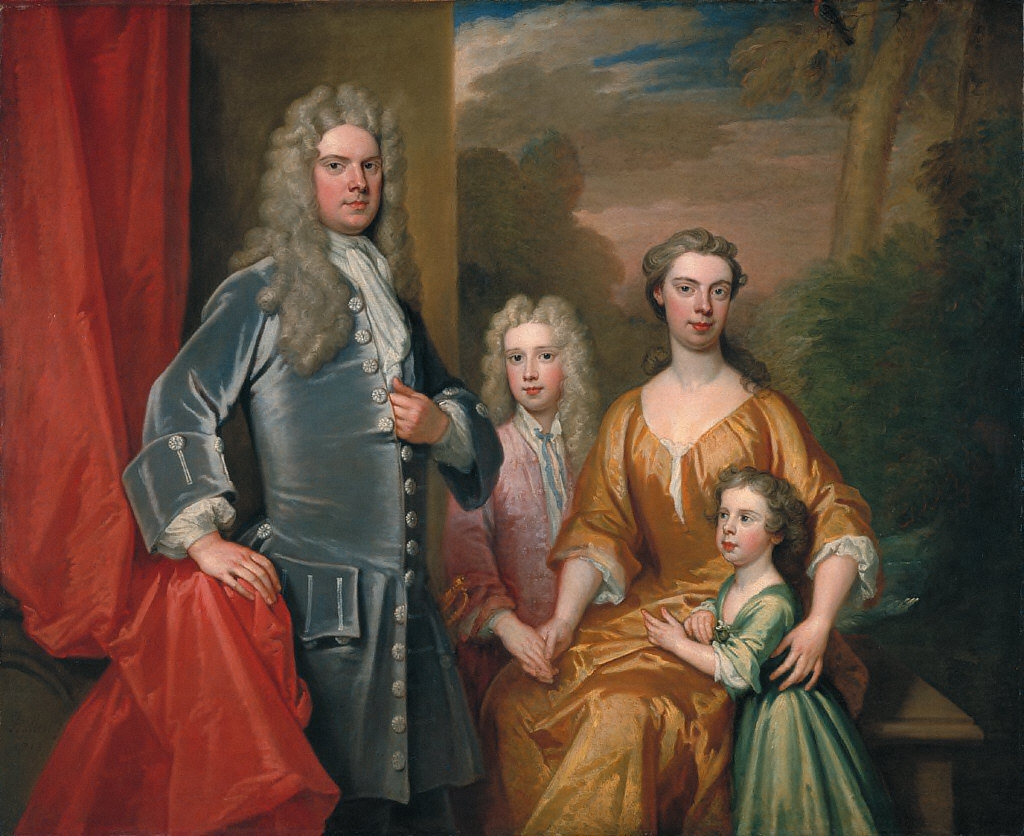
James Brydges, 1:e hertig av Chandos, tillsammans med sin första eller andra hustru och sina båda söner. Målning av Godfrey Kneller.

Han var gift första gången med Mary Lake (1668–1712), andra gången 1713 med Cassandra Willoughby (omkring 1690–1735) och  tredje gången 1736 med Lydia Catherine van Hatten (1693–1750).

### Barn
- John Brydges, markis av Carnarvon (1702–1727), MP, gift med Catherine Tollemache
- Henry Brydges, 2:e hertig av Chandos (1707–1771)